# Gare de Paimbœuf
Gare de Paimbœuf vasútállomás Franciaországban, Paimbœuf településen.

## Vasútvonalak
Az állomást az alábbi vasútvonalak érintik:
- Saint-Hilaire-de-Chaléons-Paimbœuf-vasútvonal

## Kapcsolódó állomások
A vasútállomáshoz az alábbi állomások vannak a legközelebb: